# Polyspilota voelzkowiana
Polyspilota voelzkowiana es una especie de mantis de la familia Mantidae.

## Distribución geográfica
Se encuentra en la isla de Aldabra y las Seychelles.